# Miki Mol i Straszne Płaszczydło (film)
Miki Mol i Straszne Płaszczydło – polski film animowany z 1996, zrealizowany na podstawie powieści pod tym samym tytułem autorstwa Richarda A. Antoniusa (Ryszard Antoniszczak) w reżyserii Ryszarda Antoniszczaka i Krzysztofa Kiwerskiego.

## Opis
W Filobiblonii, bajkowej krainie, mieszkają trzy Książkowe Mole: Miki Mol, Mrówkolew i Świetlik. Nie wszyscy jednak mieszkańcy tej krainy są wielbicielami książek. Dyrektor Ambaras i jego asystent wilk Arcykąsek chcą usunąć Mole z ich biblioteki. Może im w tym pomóc Straszne Płaszczydło, czyli Magister Turkuć Podjadek, który używając rozpylacza z dziwnym gazem, zawładnął pogodną i szczęśliwą dotychczas sąsiednią Kalamburgią. Tajemnicze – puste w środku – Płaszczydło zabroniło śmiać się wszystkim jego mieszkańcom, a nawet używać wesołych kolorów.

## Twórcy
Reżyseria: Ryszard Antoniszczak, Krzysztof Kiwerski

Scenariusz: Ryszard Antoniszczak

Zdjęcia: Tomasz Wolf

Dekoracje: Jacek Ukleja

Opracowanie plastyczne:
- Ryszard Antoniszczak
- Krzysztof Kiwerski
- Jacek Ukleja
- Piotr Łopalewski
- Mirosław Zacny
- Małgorzata Cieślak
- Zenobia Białas-Świerad
- Małgorzata Milczanowska
- Halina Walawska-Golec

Layout: Mirosław Zacny

Animacja:
- Roman Gądek (szef animacji)
- Barbara Wierzchowska (asystent szefa animacji)
- Józef Trzaska
- Małgorzata Lenart
- Adam Grzywacz
- Andrzej Kruczała
- Zbigniew Stanisławski
- Kazimierz Wasilewski
- Paweł Byrski
- Mirosław Zacny
- Krystyna Lasoń
- Maria Potapińska
- Piotr Sitek

Fazowanie:
- Anna Brasławska
- Agata Fuks
- Anna Wójtowicz
- Renata Płonka
- Jacek Osoliński
- Barbara Łagan
- Marzena Rak
- Monika Javernig
- Jadwiga Koza
- Urszula Forczek
- Jolanta Kiwerska
- Bożena Dudziak
- Paweł Hapek
- Danuta Czechowska
- Marta Hess
- Wioletta Józefowska

Kierownictwo pracowni plastycznej: Renata Skąpska-Kantor

Muzyka: Marek Wilczyński

Dźwięk: Jerzy Rogowiec

Współpraca dźwiękowa: Waldemar Bodych

Operator dźwięku:
- Otokar Balcy
- Irena Hussar

Efekty dźwiękowe:
- Wiesław Nowak
- Zbigniew Nowak

Montaż: Elżbieta Joel

Montaż obrazu:
- Krzysztof Kiwerski
- Irena Hussar

Efekty specjalne: Marek Wilczyński

Kierownictwo produkcji:
- Halina Kramarz
- Janina Ostała

Produkcja:
- Studio Filmów Animowanych (Kraków)
- Telewizja Polska

Współfinansowanie: Agencja Produkcji Filmowej

Nagranie dialogów: Telewizyjne Studia Dźwięku – Warszawa

Reżyseria dialogów: Barbara Sołtysik

Presychnron dialogów: Mieczysław Grąbka

Udział wzięli:
- Wiesław Michnikowski – Wiceprezydent
- Mieczysław Grąbka – Ambaras
- Ryszard Nawrocki – Arcykąsek
- Krzysztof Tyniec – Miki Mol
- Jacek Bończyk – Mrówkolew
- Jan Prochyra – Świetlik
- Marta Kalamus – Grażynka
- Edyta Jungowska – Nawigatorka
- Marek Lewandowski –
  - Marszałek,
  - Kapitan Konfiturków
- Krzysztof Kumor – Płaszczydło
- Jacek Jarosz –
  - Minister Chichotek,
  - Konfiturek
- Jakub Kosiniak – narrator (wersja 4-odcinkowa)

Piosenki śpiewali:
- „Piosenka o Miki Molu”[2]: Jacek Wójcicki
- „Podstępny plan”: Mieczysław Grąbka i Ryszard Nawrocki
- „Bo to Filobiblonia”: Kasia Gil i Kasia Chuchacz
- „Piosenka Mrówkolwa”: Jacek Bończyk
- „My jesteśmy konfiturki”: Barbara Cieślak-Czerew
- „Będę władcą”: Krzysztof Kumor
- „Gaz zasmucający”: Wiesław Michnikowski
- „Gwiazdeczko, świeć nam”: Marek Bałata i Chór Młodej Filharmonii